# Турецкое агентство по сотрудничеству и координации
Турецкое агентство по сотрудничеству и координации (TİKA) (тур. Türk İşbirliği ve Koordinasyon Ajansı Başkanlığı) является подразделением департамента вице-президента Турции. TİKA отвечает за организацию Турцией официальной помощи в целях развития для развивающихся стран, с особым акцентом на тюркские страны и общины.

## Миссия
Цели TIKA могут быть обобщены как:
- Содействовать развитию тюркских стран и общин.
- Развивать экономическое, торговое, техническое, социальное, культурное и образовательное сотрудничество между тюркскими странами и общинами.
- Участвовать в социальных и культурных проектах и мероприятиях, направленных на сохранение общего культурного, социального наследия и ценностей среди тюркских стран и общин.
- Предоставлять стипендии и помощь государственным должностным лицам и другим лицам из таких стран для обучения и профессиональной подготовки в Турции.
- Предоставлять техническую и гуманитарную помощь.
- Выступать в качестве основного посредника для сотрудничества между государственными учреждениями тюркских стран и организациями, университетами, некоммерческими организациями и частным сектором.
- Сотрудничать с другими агентствами международной помощи в рамках различных проектов и программ.

## История
С распадом СССР в 1991 году ряд тюркских стран (Азербайджан, Казахстан, Кыргызстан, Туркменистан и Узбекистан) обрели независимость. Это подготовило почву для возрождения двусторонних отношений между Турцией и этими странами. Развитие взаимоотношений с этими странами на основе общности языка, истории, культуры и этнической принадлежности постоянно находилось в центре внимания Турции. Необходимо было создать организацию для финансирования, разработки и координации деятельности и проектов в различных областях. В этих целях в 1992 году было создано Турецкое агентство по сотрудничеству и развитию (TIKA).

### Первые годы 1992—2000
Координационные офисы программы TIKA были созданы в Азербайджане, Казахстане, Кыргызстане, Туркменистане и Узбекистане. Были реализованы многочисленные проекты в области образования, сельского хозяйства, промышленности и финансов. В эти первые годы основное внимание уделялось образовательным и социальным проектам в Центральной Азии, таким как строительство школ, университетов, библиотек и предоставление стипендий студентам и государственным должностным лицам для обучения в Турции.

### Расширение деятельности 2000—2010
В эту эпоху TIKA была направлена на то, чтобы стать неотъемлемой частью турецкой внешней политики. Область его деятельности была расширена, чтобы охватить Ближний Восток, Африку и Балканы. Число отделений по программам координации увеличилось более чем вдвое: с 12 отделений в 2002 году до 28 в 2010 году. Внимание стало смещаться с оказания прямой помощи на оказание технической помощи, наращивание институционального потенциала и деятельность в области развития человеческого потенциала. В 2010 году было реализовано более 100 проектов в 25 странах.
К концу десятилетия направление большей части помощи и помощи переместилось из тюркских стран в Африку. За это десятилетие помощь в целях развития, предоставленная Турцией, достигла 1,273 млрд долларов США.

### После 2010 года
В 2014 году в рамках TATIP Программа здравоохранения Турция-Азербайджан-Танзания TIKA, Всемирная ассоциация врачей, Всемирная ассоциация врачей, Фонд помощи молодежи с участием азербайджанских врачей волонтеров Бахруза Гулиева, Имрана Джаруллазаде, Гошгара Мамедова более 100 пациентов из Танзании перенесли операцию по удалению катаракты и более 100 пациентов прошли обследование глаз.
По состоянию на 2015 год TIKA имеет офисы по координации программ в 42 странах. В течение этого периода деятельность была расширена в Латинской Америке, а также более широко в азиатском регионе.
Основными направлениями помощи были Тунис, Сомали, Афганистан, Чад, Северная Македония и Киргизия.
Мероприятия и проекты в 2015 году включали:
- Подготовка 522 врачей, медсестер и акушерок в Азербайджане для борьбы с детской смертностью;
- Предоставление оборудования для синхронного перевода в академию в Казахстане;
- Реконструкция Ташкентско-турецкой начальной школы в Узбекистане;
- Предоставление необходимого медицинского персонала и ресурсов для реконструктивной пластической хирургии 580 пациентов в Узбекистане;
- Ремонт Османской построенной мечети Ферхадие (1579) в Боснии и Герцеговине;
- Реконструкция школы Мотрат Кириази в Призрене, Косово;
- Реконструкция школы Мустафы Кемаля Ататюрка в Македонии;
- Поставка медицинского оборудования и лекарств в сектор Газа;
- Предоставление системы чистого водоснабжения деревни Чатанга в Габоне;
- Восстановление безопасного дома для женщин, спасающихся от жестокого обращения, в Яунде, Камерун;
- Реконструкция и реконструкция средней школы вместимостью 7000 человек в Мазари-Шарифе, Афганистан;
- Строительство 185-местной школы в провинции Кампонг Чам , Камбоджа;
- Реконструкция и реконструкция школы в провинции Хёвсгёль , Монголия;
- Предоставление 40 компьютеров для средней школы имени Мустафы Кемаля Ататюрка в Сантьяго, Чили;
- Тренинг для полицейских сил многих стран, включая Азербайджан, Казахстан, Киргизию, Таджикистан, Туркменистан, Узбекистан, Монголию и Тунис;
- Обучение медицинского персонала в Гамбии.